# ابوالعباس سیاری
ابوالعباس قاسم بن قاسم سیّار مروزی؛ برخی از منابع نام پدرش را مهدی نوشته‌اند. وی در سال ۲۶۲ هجری قمری در مرو به دنیا آمد. سیاری نخستین کسی بود که برای مردم مرو از حقیقت احوال سخن گفت. او در تصوف شاگرد و مرید ابوبکر واسطی بود و بسیاری ازسخنان واسطی از طریق سیاری نقل شده‌است. سیاری میان سالهای ۳۴۲ تا ۳۴۴ در مرو درگذشت و در همان‌جا به خاک سپرده شد.

## شرح حال
ابوالعباس سیاری در عرفان قرن چهارم هجری اهمیت زیادی دارد. وی تصانیف بسیاری داشته که امروزه اثری از آنها در دست نیست. سیاری علاوه بر تصوف در فقه و حدیث نیز متبح بوده‌است. وی به سبب این ویژگیها اعتبار زیادی پیدا کرد و امام گروهی از صوفیان به نام سیّاریان شد. این طریقه که هجویری و عطار از آن یاد کرده‌اند، در قرن پنجم هجری، حداقل تا روزگار حیات هجویری در مرو و نساء رواج داشته‌است.
در کشف المحجوب آمده‌است:
«تولّی سیّاریان به ابی العباس سیّاری کنند و وی امام مرو بود اندر همه علوم و صاحب ابوبکر واسطی بود، و امروز اندر نساء و مرو از اصحاب وی طبقه بسیارند و هیچ مذهب اندر تصوف بر حال خود نمانده‌است، الّا مذهب وی که به هیچ وقت مرو یا نساء از مقتدایی خالی نبوده‌است که اصحاب وی را بر اقامت مذهب وی رعایت می‌کرده‌است تا الی یومنا هذا و مر اهل نساء را از اصحاب وی با اهل مرو رسایل لطیف است و سخن ایشان میان یکدیگر به نامه بوده‌است و من بعضی از آن نامه‌ها بدیدم به مرو، سخت خوش است و عبارات ایشان را بنا بر «جمع و تفرقه» باشد.»

## مشی عرفانی
مشی عرفانی سیّاری را نیز باید دنباله مشربی دانست که جنید در قرن سوم بنیان گذارد و شاگردان، بی واسطه یا باواسطه او، این طریقه را در دوره‌های بعد نیز رواج دادند؛ بنابراین، مبنای طریقت ابوالعباس سیّاری مانند ابوبکر واسطی رعایت مبانی و احکام شریعت بود. نقل اقوال و آراء این عارف قرن چهارم دربارهٔ موضوعات عرفانی، به ویژه معرفت، توحید و محبت در متون صوفیه می‌تواند ما را در بازسازی بینش عرفانی وی یاری رساند.